# Puck Oversloot

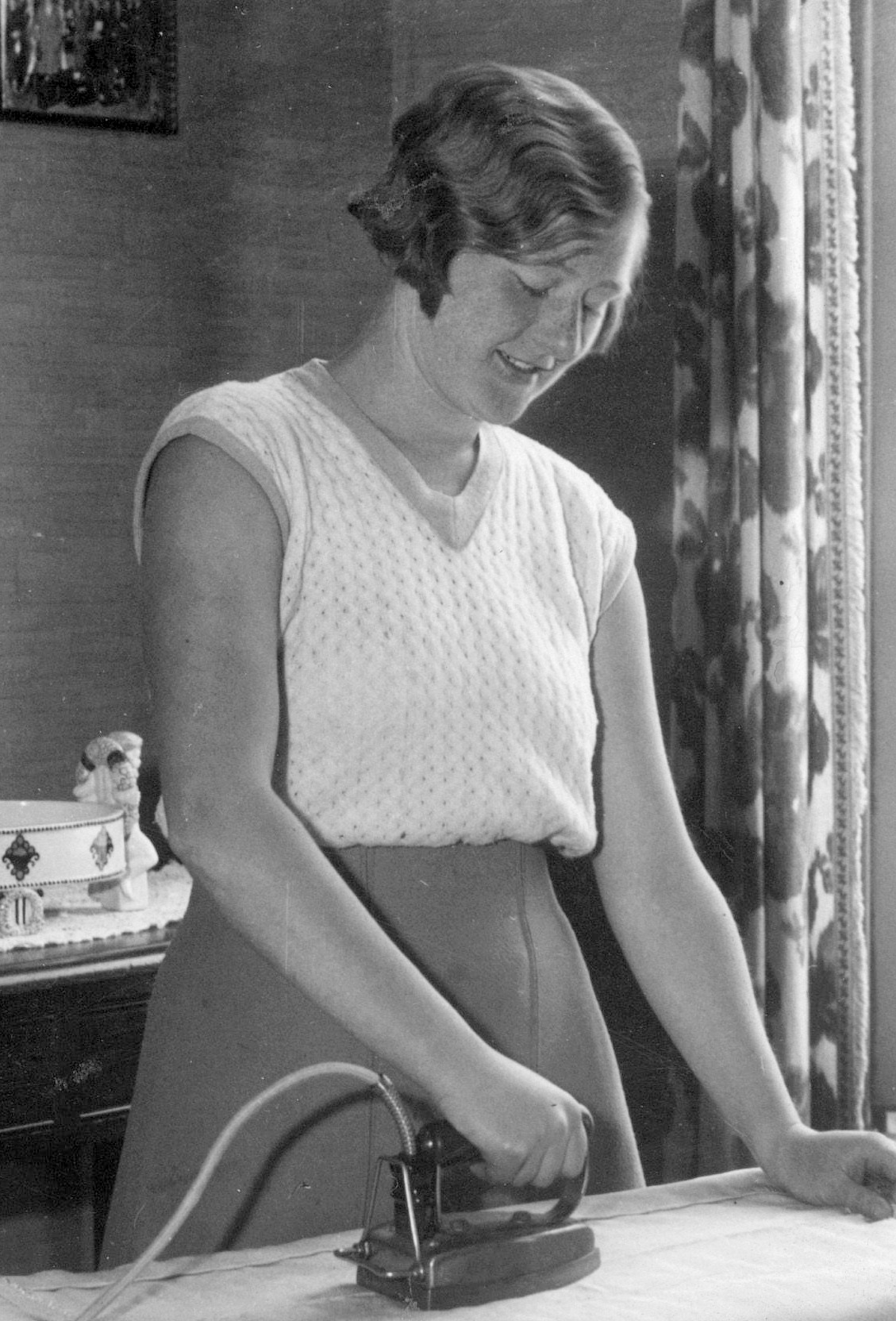
Puck Oversloot, 1932

Maria Petronella (Puck) Schouten-Oversloot (Rotterdam, 22 mei 1914 - aldaar, 7 januari 2009) was een Nederlands rugslagzwemster. Zij maakte furore in de jaren dertig van de 20e eeuw. Zij was de langst levende Nederlandse deelneemster aan de Olympische Spelen van 1932 in Los Angeles, Verenigde Staten. Ondanks haar prestaties heeft zij altijd in de schaduw gestaan van zwemsters en teamgenotes Marie Braun en Rie Mastenbroek, beiden olympische heldinnen van 1928 en 1936. Gedrieën waren zij aangesloten bij O.D.Z. (Onderlinge Dames-Zwemclub) in Rotterdam.
Reeds op 16-jarige leeftijd nam Oversloot deel aan wedstrijden in Kaapstad, Zuid-Afrika en ruim een jaar later werd zij geslecteerd als reservezwemster voor de spelen in Los Angeles van 1932; alwaar zij een cruciale rol speelde, omdat Marie Braun net voor de finales van de estafette werd opgenomen in het ziekenhuis met 41,7 °C koorts. Die dag zou Oversloot nog invallen voor Braun op de 400 meter vrije slag estafette en daar een zilveren plak in de wacht slepen samen met teamgenotes Corrie Laddé, Willy den Ouden en Rie Vierdag in 4:47,5 minuten. Oversloot en Braun hadden zich al geplaatst voor de halve finale op de individuele 400 meter. Oversloot nam echter niet deel aan deze wedstrijd uit solidariteit met Braun.
Oversloot won tijdens de Europese kampioenschappen zwemmen 1934 in Maagdenburg nog een bronzen medaille op de 100 meter rugslag.